# Protographium
Genre
Le genre Protographium regroupe des insectes lépidoptères (papillons) de la famille des Papilionidae et de la sous-famille des Papilioninae qui, à l'exception de Protographium leosthenes australienne, résident en Amérique.

## Liste des espèces
- Protographium agesilaus (Guérin-Méneville & Percheron, 1835)
- Protographium anaxilaus (C. & R. Felder, 1865)
- Protographium asius (Fabricius, 1781)
- Protographium calliste (Bates, 1864)
- Protographium celadon (Lucas, 1852)
- Protographium dioxippus (Hewitson, [1856])
- Protographium epidaus (Doubleday, 1846)
- Protographium leosthenes (Doubleday, 1846)
- Protographium leucaspis (Godart, 1819)
- Protographium marcellinus (Doubleday, [1845])
- Protographium marcellus (Cramer, 1777)
- Protographium philolaus (Boisduval, 1836)
- Protographium thyastes (Drury, 1782)
- Protographium zonaria (Butler, 1869)
- Protographium × oberthueri Rothschild et Jordan, 1906.

### Source
- funet